# Lee Soo-hyuk
Lee Soo-hyuk (hangul: 이수혁; ur. 31 maja 1988 jako Lee Hyuk-soo) – południowokoreański model i aktor.

## Życie i kariera
Urodzony jako Lee Hyuk-soo, zadebiutował jako model w pokazie mody Lone Costume projektanta Jung Wook-jun w 2006 roku. Chodził po wybiegach znanych krajowych marek modowych, w tym General Idea i Song Zio, a także znalazł się na okładkach kilku renomowanych magazynów o modzie, takich jak GQ, Bazaar i Elle.
Po występie w teledyskach girlsbandów Gavy NJ i 2NE1 w 2009 i 2010 roku rozszerzył swoją karierę o aktorstwo. Używając pseudonimu Lee Soo-hyuk, zagrał role drugoplanowe w serialach: White Christmas (2011), What's Up (2011), Vampire Idol (2011-2012) and Shark (2013). 
Wystąpił także w filmach The Boy from Ipanema (2010), Runway Cop (2012), and Horror Stories 2 (2013).
W 2013 roku wyjechał do Europy na Paris Fashion Week i London Fashion Week, gdzie chodził po wybiegach na licznych pokazy mody, m.in. Balenciaga, J.W. Andersona i Balmaina.  Został również uznany za jednego z "13 najlepszych nowych męskich twarzy F/W2013" iw internetowym magazynie o modzie „Style Minutes”, będąc jedynym azjatyckim modelem, który znalazł się wśród innych nowicjuszy z Holandii, Kanady, Brazylii, Australii. Anglii, Węgier, Niemiec i Litwy.
W 2014 roku był gościnnie sędzią w IV sezonie Korea's Next Top Model, a także został zaproszony przez Tyrę Banks do udziału w finale 21. sezonu America's Next Top Model. W tym samym roku Lee podpisał kontrakt ze Star J Entertainment, opuszczając swoją dawną agencję SidusHQ. Następnie zagrał drugą główną rolę męską w serialu komediowo-romantycznym High School King of Savvy oraz Righteous Love. IW 2015 roku Lee został obsadzony w romansie o wampirach Scholar Who Walks the Night, opartym na webtoonie o tym samym tytule. W 2016 roku Lee grał drugorzędną role w dramacie szpiegowskim OCN Local Hero, komedii romantycznej od MBC pt. Lucky Romance oraz Sweet Stranger and Me.
W marcu 2017 Lee dołączył do YG Entertainment.
W 2019 roku Lee został obsadzony w thrillerze kryminalnym Pipeline autorstwa Yoo Ha.
W 2020 roku Lee został obsadzony w dramacie romantycznym Born Again wraz z Jang Ki-yong i Jin Se-yeon. Zagrał także główną rolę w miniserialu internetowym Handmade Love.
W 2021 Lee został obsadzony w serialu fantastyczno-romantycznym Doom At Your Service.
W 2022 roku Lee występuje w serialu fantasy Tomorrow.

## Życie osobiste
10 sierpnia 2017 Lee rozpoczął obowiązkową służbę wojskową. Po podstawowym przeszkoleniu wojskowym, przez dwa lata kontynuował służbę w służbie publicznej.

## Inne przedsięwzięcia
Lee Soo Hyuk reprezentuje wiele światowych marek, takich jak Adidas, Bulgari.
W 2020 roku został wybrany jako nowy model marki produktów do pielęgnacji skóry Nivea Men.
Nadal jest często rezerwowany do redakcji modowych w magazynach takich jak GQ, Elle, Harpars Bazaar, W, Esquire. W 2020 robił artykuły redakcyjne dla Dior Homme, Balenciaga i innych wytwórni.
W 2021 roku jest ekskluzywną twarzą marki modowej Fahrenheit.

## Filmografia

### Filmy
| Rok  | Tytuł                | Tytuł           | Rola                        | Adnotacje         |
| Rok  | Angielski            | Koreański       | Rola                        | Adnotacje         |
| ---- | -------------------- | --------------- | --------------------------- | ----------------- |
| 2006 | My Boss, My Teacher  | 투사부일체      | Student (3-ci rok; klasa 8) | Rola drugoplanowa |
| 2010 | The Boy from Ipanema | 이파네마 소년   | Chłopak                     | Rola główna       |
| 2012 | Runway Cop           | 차형사          | Kim Sun-ho                  | Obsada główna     |
| 2013 | Horror Stories 2     | 무서운 이야기 2 | Sung-kyun                   | Obsada główna     |
| 2021 | Pipeline             | 파이프라인      | Gun-woo                     | Obsada główna     |

### Telewizja
| Rok  | Tytuł                           | Tytuł                                    | Stacja telewizyjna | Rola                         | Adnotacje         |
| Rok  | Angielski                       | Oryginalny                               | Stacja telewizyjna | Rola                         | Adnotacje         |
| ---- | ------------------------------- | ---------------------------------------- | ------------------ | ---------------------------- | ----------------- |
| 2011 | White Christmas                 | 화이트 크리스마스                        | KBS2               | Yoon-soo                     | Rola drugoplanowa |
| 2011 | Deep Rooted Tree                | 뿌리 깊은 나무                           | SBS                | Yoon Pyeong                  | Rola drugoplanowa |
| 2011 | What's Up                       | 왓츠업                                   | MBN                | Lee Soo-bin                  | Rola drugoplanowa |
| 2011 | Vampire Idol                    | 뱀파이어 아이돌                          | MBN                | Mukadil Kejua / Soo-hyuk     | Rola drugoplanowa |
| 2013 | Shark                           | 상어                                     | KBS2               | Kim Soo-hyun                 | Rola drugoplanowa |
| 2014 | High School King of Savvy       | 고교처세왕                               | tvN                | Yoo Jin-woo                  | Rola główna       |
| 2014 | Righteous Love                  | 일리있는 사랑                            | tvN                | Kim Joon                     | Rola główna       |
| 2015 | The Scholar Who Walks the Night | 밤을 걷는 선비                           | MBC                | Gwi                          | Rola główna       |
| 2016 | Local Hero                      | 동네의 영웅                              | OCN                | Choi Chan-gyu                | Rola główna       |
| 2016 | Lucky Romance                   | 운빨로맨스                               | MBC                | Choi Gun-wook                | Rola główna       |
| 2016 | Sweet Stranger and Me           | 우리집에 사는 남자                       | KBS2               | Kwon Duk-bong                | Rola główna       |
| 2017 | Gomen, Aishiteru                | ごめん、愛してる                         | TBS                | Baek Rang                    | Cameo (Odcinek 1) |
| 2020 | Born Again                      | 본 어게인                                | KBS2               | Cha Hyung-bin / Kim Soo-hyuk | Obsada główna     |
| 2021 | Hello, Me!                      | 안녕? 나야!                              | KBS2               | Police Officer               | Cameo (Odcinek 1) |
| 2021 | Doom at Your Service            | 어느 날 우리 집 현관으로 멸망이 들어왔다 | tvN                | Cha Joo-ik                   | Obsada główna     |
| 2022 | Tomorrow                        | 내일                                     | MBC                | Park Joong-gil               | Obsada główna     |

### Web drama
| Rok       | Tytuł         | Tytuł           | Platforma | Rola  | Adnotacje   |
| Rok       | Angielski     | Koreański       | Platforma | Rola  | Adnotacje   |
| --------- | ------------- | --------------- | --------- | ----- | ----------- |
| 2020–2021 | Handmade Love | 핸드메이드 러브 | YouTube   | Woven | Rola główna |

### Programy telewizyjne
| Rok  | Tytuł                          | Tytuł                        | Stacja telewizyja | Rola             | Adnotacja              |
| Rok  | Angielski                      | Koreański                    | Stacja telewizyja | Rola             | Adnotacja              |
| ---- | ------------------------------ | ---------------------------- | ----------------- | ---------------- | ---------------------- |
| 2008 | Seven Models - Special Edition | 세븐모델즈 - Special Edition | Channel Dong-A    | Członek obsady   | Seriale dokumentalne   |
| 2013 | Style Log 2013                 | 스타일로그 2013              | OnStyle           | Prezenter        | razem z Hong Jong-hyun |
| 2020 | Like Likes Like                | 끼리끼리                     | MBC               | Regularna obsada | 17 odcinków            |
| 2021 | Countryside Western Cuisine    | 시고르 경양식                | JTBC              | Regularna obsada | Server                 |

### Występy w teledyskach
| Rok  | Tytuł                               | Artysta | Długość |
| ---- | ----------------------------------- | ------- | ------- |
| 2009 | "Monorail of Night" (밤의 모노레일) | XXX     | 4:21    |
| 2009 | "A Love Story" (연애소설)           | Gavy NJ | 5:33    |
| 2010 | "It Hurts" (아파)                   | 2NE1    | 4:15    |
| 2012 | "Whoz That Girl"                    | EXID    | 4:07    |
| 2013 | "Falling in Love"                   | 2NE1    | 3:47    |

## Nagrody i nominacje
| Ceremonia wręczenia nagród              | Rok  | Kategoria                          | Nominacja                   | Wynik   |
| --------------------------------------- | ---- | ---------------------------------- | --------------------------- | ------- |
| Korea Best Dresser Swan Awards          | 2008 | Najlepiej ubrany (kategoria Model) | Lee Soo-hyuk                | Wygrana |
| Korea Best Dresser Swan Awards          | 2014 | Najlepiej ubrany (kategoria aktor) | Lee Soo-hyuk                | Wygrana |
| Korea Fashion Photographers Association | 2007 | Najlepszy nowy model               | Lee Soo-hyuk                | Wygrana |
| MBC Drama Awards                        | 2015 | Najlepszy nowy aktor               | Scholar Who Walks The Night | Wygrana |

### Inne wyróżnienia

#### Listy
| Wydawca       | Rok  | Lista                          |
| ------------- | ---- | ------------------------------ |
| Style Minutes | 2013 | 13 Top Breakout New Male Faces |